# Fontenay-en-Parisis
 Fontenay-en-Parisis  es una población y comuna francesa, en la región de Isla de Francia, departamento de Valle del Oise, en el distrito de Sarcelles y cantón de Luzarches.

## Demografía
| 527 | 617 | 937 | 899 | 1716 | 1710 |
| Para los censos de 1962 a 1999 la población legal corresponde a la población sin duplicidades (Fuente: INSEE [Consultar]) |     |     |     |      |      |